# IAAF World Road Relay Championships
Die IAAF World Road Relay Championships waren eine vom Leichtathletik-Weltverband IAAF organisierte Weltmeisterschaft im Langstrecken-Staffellauf. Der Wettbewerb fand von 1992 bis 1998 insgesamt vier Mal statt und ging jeweils über zwei Tage, am ersten Tag wurde der Frauen- und am zweiten Tag der Männerwettbewerb ausgetragen.
Das Format orientierte sich an den Ekidenläufen in Japan. In der von der IAAF normierten Form teilten sich insgesamt sechs Läufer die Marathondistanz von 42,195 km auf, wobei der erste, dritte und fünfte Läufer 5 km lief, der zweite und vierte Läufer 10 km und der Schlussläufer die verbleibenden 7,195 km.

## Austragungen
| Jahr | Ort                     | Datum         | Athleten |
| ---- | ----------------------- | ------------- | -------- |
| 1992 | Funchal, Portugal       | 9.–10. Mai    | 138      |
| 1994 | Litochoro, Griechenland | 16.–17. April | 240      |
| 1996 | Kopenhagen, Dänemark    | 13.–14. April | 210      |
| 1998 | Manaus, Brasilien       | 18.–19. April | 222      |

## Medaillengewinner

### Männer
| Jahr | Gold                                                                                               | Gold                                                                  | Gold    | Silber | Silber                                                                | Silber | Bronze | Bronze                                                                | Bronze    |
| Jahr | Läufer                                                                                             | Zeit                                                                  | Platz   | Läufer | Zeit                                                                  | Platz  | Läufer | Zeit                                                                  | Platz     |
| ---- | -------------------------------------------------------------------------------------------------- | --------------------------------------------------------------------- | ------- | --- | --------------------------------------------------------------------- | ------ | --- | --------------------------------------------------------------------- | --------- |
| 1992 | Kenia Eliud Barngetuny William Koech Ezekiel Bitok William Sigei Richard Tum William Mutwol        | 2:00:02 h 13:54 min 28:13 min 14:08 min 29:21 min 14:16 min 20:10 min | 1 1 1   | Portugal Carlos Patricio Dionísio Castro Alberto Maravilha Juvenal Ribeiro Juan Carlos Montero Domingos Castro | 2:01:34 h 13:58 min 28:51 min 14:09 min 29:47 min 14:21 min 20:28 min | 2 2 2  | UK Carl Udall David Clarke John Mayock Colin Walker John Sherban Dave Lewis                                  | 2:02:34 h 14:11 min 29:30 min 13:59 min 29:30 min 14:25 min 20:59 min | 6 5 3 3   |
| 1994 | Marokko Brahim Jabbour El-Arbi Khattabi Hicham El Guerrouj Salah Hissou Brahim Boutaib Khalid Skah | 1:57:56 h 13:35 min 28:44 min 13:43 min 27:57 min 13:53 min 20:04 min | 2 3 1 1 | Äthiopien Worku Bikila Badilu Kibret Abraham Assefa Fita Bayissa Chala Kelele Haile Gebrselassie               | 1:58:51 h 13:30 min 28:36 min 14:17 min 28:52 min 14:09 min 19:27 min | 1 2 2  | Kenia Peter Ndirangu Joseph Kibor Clement Kiprotich Paul Yego John Kiprono Simon Rono                        | 2:04:50 h 13:40 min 28:19 min 14:16 min 29:56 min 13:55 min 20:45 min | 3 1 2 3 3 |
| 1996 | Kenia Simon Rono Joseph Kimani Mark Yatich Stephen Kirwa David Kipruto William Kiptum              | 2:00:40 h 13:45 min 28:33 min 14:33 min 29:00 min 14:09 min 20:40 min | 1 1     | Brasilien Warner Moura Vanderlei de Lima Edgar de Oliveira Delmir dos Santos Tomix da Costa Ronaldo da Costa   | 2:01:24 h 13:49 min 29:10 min 14:26 min 28:31 min 14:26 min 21:02 min | 3 2 2  | Äthiopien Erpassa Lemi Kidane Gebremichael Sisay Bezebah Abraham Assefa Tegenu Abebe Worku Bikila            | 2:01:50 h 13:58 min 29:20 min 14:23 min 29:13 min 14:42 min 20:14 min | 5 3 3     |
| 1998 | Kenia John Kibowen Paul Koech Benjamin Limo Thomas Nyariki John Kosgei Paul Kosgei                 | 2:01:13 h 13:44 min 28:40 min 14:04 min 29:33 min 14:28 min 20:44 min | 2 1 1   | Äthiopien Million Wolde Ayele Mezgebu Berhanu Aldane Tesfaye Tola Fita Bayissa Alene Emire                     | 2:03:47 h 13:44 min 29:29 min 14:29 min 30:14 min 14:16 min 21:35 min | 1 2 2  | Brasilien Elenilson da Silva Tomix da Costa Ronaldo da Costa Daniel Ferreira Leonardo Guedes Sergio da Silva | 2:04:50 h 13:59 min 30:14 min 14:28 min 30:11 min 14:43 min 21:15 min | 3 4 3 3   |

### Frauen
| Jahr | Gold | Gold                                                                  | Gold  | Silber                                                                                                | Silber                                                                | Silber  | Bronze | Bronze                                                                | Bronze    |
| Jahr | Läuferin | Zeit                                                                  | Platz | Läuferin                                                                                              | Zeit                                                                  | Platz   | Läuferin                                                                                                  | Zeit                                                                  | Platz     |
| ---- | --- | --------------------------------------------------------------------- | ----- | --- | --------------------------------------------------------------------- | ------- | --- | --------------------------------------------------------------------- | --------- |
| 1992 | Portugal Fernanda Marques Aurora Cunha Felicidade Sena Conceição Ferreira Fatima Neves Fernanda Ribeiro               | 2:20:14 h 16:15 min 34:09 min 16:28 min 33:00 min 17:00 min 23:22 min | 2 1 1 | Dänemark Berit Worm Dorthe Rasmussen Anita Palshoj Aino Slej Nina Christiansen Bettina Anderson       | 2:24:42 h 17:19 min 33:08 min 17:20 min 35:39 min 16:52 min 24:24 min | 1 2 2   | Spanien Begona Heracz Carmen Brunet Cristina Nogue Ana Isabel Alonso Rocío Ríos Rosa Perez                | 2:25:06 h 16:35 min 34:56 min 16:45 min 35:19 min 16:38 min 24:44 min | 3 4 3 3   |
| 1994 | Russland Tatiana Pentukova Nadezdha Galliamova Elena Kavaklioglu Natalya Sorokivaskaya Elena Romanova Olga Churbanova | 2:17:19 h 16:12 min 32:59 min 15:45 min 33:21 min 15:48 min 23:14 min | 2 1 1 | Äthiopien Askale Bereda Derartu Tulu Leila Aman Gadisse Edato Birhan Dagne Asha Gigi                  | 2:19:09 h 16:05 min 32:26 min 16:31 min 33:47 min 16:13 min 24:07 min | 1 2 2   | Rumänien Daniela Bran Alina Tecuta Mariana Chirila Anuța Cătună Florina Pană Iulia Negura                 | 2:19:18 h 16:29 min 33:17 min 16:02 min 33:16 min 16:49 min 23:26 min | 5 4 3 3   |
| 1996 | Äthiopien Gennet Gebregeorgis Birhane Adere Ayelech Worku Getenesh Wami Getenesh Urge Luchia Yishak                   | 2:16:04 h 15:53 min 32:21 min 16:15 min 32:25 min 16:00 min 23:10 min | 1 1   | Rumänien Iulia Ionescu Mariana Chirila Lelia Deselnecu Iulia Negura Lutminitha Gogirlca Elena Fidatov | 2:18:41 h 15:59 min 33:21 min 16:16 min 32:53 min 16:33 min 23:39 min | 3 2 3 2 | Japan Yukiko Okamoto Naomi Sakashita Ai Fukuchi Ikuyo Goto Noriko Ura Eri Yamaguchi                       | 2:18:58 h 15:56 min 32:56 min 16:11 min 33:38 min 16:08 min 24:09 min | 2 3 2 3   |
| 1998 | Äthiopien Yimenashu Taye Getenesh Wami Gennet Gebregeorgis Asha Gigi Ayelech Worku Merima Denboba                     | 2:21:15 h 15:58 min 33:07 min 16:18 min 35:00 min 16:18 min 24:34 min | 2 1 1 | Kenia Jackline Maranga Jane Omoro Leah Malot Susan Chepkemei Naomi Mugo Sally Barsosio                | 2:21:49 h 15:39 min 34:06 min 16:33 min 34:53 min 16:29 min 24:29 min | 1 2 2   | Rumänien Stela Olteanu Alina Tecuta Mariana Chirila Christina Pomacu Constantina Diță Lutminitha Gogirlca | 2:24:13 h 16:24 min 33:42 min 17:15 min 34:33 min 16:42 min 25:37 min | 4 3 4 3 3 |